# Discovery Institute
El Discovery Institute (traducido al español, «Instituto Descubrimiento») es una organización sin fines de lucro con sede en Seattle, Washington, que se ha dado a conocer por su labor de promoción del diseño inteligente. Fundada en 1991, el Instituto Discovery se proclama como un grupo de reflexión sobre políticas públicas, promueve el análisis reflexivo y la acción eficaz en cuestiones de política, ya sean locales, regionales, nacionales e internacionales. El Instituto alberga una comunidad interdisciplinar de estudiosos y defensores de la política dedicados a la revitalización de los principios e instituciones occidentales tradicionales y la visión del mundo de la que surgieron. El Instituto Discovery se preocupa especialmente por el papel que desempeñan la ciencia y la tecnología en nuestra cultura y por cómo pueden hacer avanzar los mercados libres, iluminar las políticas públicas y apoyar los fundamentos teístas de Occidente. El Instituto fue fundado por Bruce Chapman y George Gilder. (47°36′14″N 122°20′00″O / 47.6040163, -122.3334546)
El Instituto describe su propósito de promover «ideas en la tradición de sentido común de un gobierno representativo, el libre mercado y la libertad individual». Su campaña «Teach the Controversy» (en español, «Enseña la controversia») tiene como objetivo enseñar creencias creacionistas y anti-evolución en los cursos de ciencias en las escuelas públicas de los Estados Unidos junto con las teorías científicas aceptadas, planteando que existe una controversia científica sobre estos temas.
Un tribunal federal, junto con la mayoría de las organizaciones científicas, como la Asociación Americana para el Avance de la Ciencia, dicen que el Instituto ha fabricado la polémica mediante la promoción de una falsa percepción de que la evolución es «una teoría en crisis», al afirmar incorrectamente que es objeto de amplia controversia y de debate en la comunidad científica. En el 2005, un tribunal federal dictaminó que el Instituto Discovery lleva a cabo «misiones religiosas, culturales y legales» y el manifiesto de la institución, la estrategia de la cuña, describe un objetivo religioso: «revertir el dominio asfixiante de la visión materialista del mundo, y reemplazarlo con una ciencia consonante a las convicciones cristianas y teístas».